# 心室流出道
心室流出道（ventricular outflow tract），分为左室流出道（left ventricular outflow tract，LVOT）和右室流出道（right ventricular outflow tract，RVOT），是心脏的左心室或右心室流向主动脉或肺动脉的通道。